# Луни (коммуна)
Луни (итал. Luni), до 2017 года Ортоново (итал. Ortonovo) — коммуна в Италии, располагается в регионе Лигурия, в провинции Ла Специя.
Население составляет 8580 человек (2008 г.), плотность населения составляет 660 чел./км². Занимает площадь 13 км². Почтовый индекс — 19034. Телефонный код — 0187.
Покровительницей коммуны почитается Пресвятая Богородица (Nostra Signora del Mirteto), празднование 8 сентября.
В границах Ортоново располагался город Луни, некогда важнейший центр региона Луниджиана.
5 февраля 2017 года прошёл второй референдум, на котором 93,2 % голосов было отдано за переименование коммуны. Согласно закону от 30 марта 2017 года, вступившему в силу 20 апреля, коммуна переименована в Луни.

## Демография
Динамика населения: